# Набоков Вадим Васильович
Набоков Вадим Васильович — український актор, клоун, учасник комік-тріо «Магазин Фу» (разом із Тетяною Івановою і Сергієм Гладковим).
В 1992—1995 рр., а також з 2006 року — учасник комік-трупи «Маски», разом з якою виступає на сцені. Грає в гумористичному спектаклі Бориса Барського «Отелло».
Його найвизначнішим образом є Морячок-дурник з «Села Дурнів». Бере участь у змаганнях з більярду.
Одружений з Тетяною Івановою. Є син Ілля (24 червня 1998 року) та дочка Марія (27 березня 2007).

## Фільмографія
- 1993—1995, 2006 — «Маски-шоу»
- 1996—2001 — «Каламбур» — П'яниця в барі, Морзе, Жранкель, Морячок-дурник
- 2004 — «S.O.S»
- 2006 — «Балада про гусарів» — Фома
- 2006 — «Іван Подушкін. Джентльмен розшуку»
- 2007 — «Ліквідація» — помічник Чусова
- 2011 — «Заєць, смажений по-берлінськи» — Трошкін
- 2019 — Принцип насолоди — Чернявський